# Піщанорівська культура
Піщанорівська культура, Пісочнорівська культура — група споріднених пам'яток з крем'яним інвентарем, який характеризується асиметричними вістрями алтинівського типу, грубими високими трапеціями, відщеповою технікою обробки кременю, одноплощинними нуклеусами, скребачками та різцями на відщепах. На пізньому етапі (стоянки типу «Студенок») домінантним типом наконечників стріл стає висока трапеція. Поширена в басейні Десни у Новгород-Сіверському Поліссі, де вивчені стоянки Піщаний Рів, Гридасове, Ком'ягіне, Студенок, Мураги. Датується VIII—VI тис. до н. е.
Мешкаючи в лісовій зоні, піщанорівське населення полювало на лісових копитних (лось, тур, олень, кабан, сарна), а також рибалило. Найближчими аналогами спільноти є гренська культура Верхнього Подніпров'я та єнівська — верхів'їв Волги. Походить від красносільської культури фінального палеоліту. Брала участь у формуванні неоліту басейну Десни.

## Історичні дослідження
Початком дослідження культури можна вважати відкриття М. Я. Рудинським 1925 р. мезолітичного шару на городищі Піщаний Рів у Середньому Подесенні. Пам'ятка розташована на високій терасі правого берега р. Десни біля с. Рогівка на Новгород-Сіверщині. Кремінь залягав у лесоподібних супіщаних відкладках нижньої частини голоценового ґрунту.
Масштабні розкопки пам'ятки 1940, 1945—1947 рр. дали підстави М. В. Воєводському виділити своєрідну деснянську культуру, яку дослідник виводив від пам'яток типу Покровщина і датував пізнім мезолітом. Подальший розвиток цих положень міститься в монографіях О. О. Формозова.
Нові розкопки пам'ятки здійснив Л. Л. Залізняк у 1981, 1982 та 2002 рр. Загальна площа розкопів Піщаного Рову за всі роки досліджень сягнула 450 кв.м, а чисельність колекції 37800 кременів, в тому числі 572 з ретушшю. Поряд досліджені аналогічні пам'ятки Піщаний Рів 2, Гридасово, Городок, Лічмань, Мосолів Рів. Матеріали були опубліковані, а культурному явищу дана вичерпна на сьогодні характеристика.
Виявилося, що пам'ятки цієї культури на Середній Десні є крайнім південно-західним форпостом великої мезолітичної спільноти центральної частини Східної Європи. У її межах були виділені стоянки типу Гренськ Верхнього Подніпров'я, ієневські Волго-Окського межиріччя та власне піщанорівські Середньої Десни. Значний внесок у вивчення цієї великої культурної спільноти зробили білоруські та московські археологи. Вони вважають ці культури спорідненими, але окремими культурними явищами. Висловлена думка, що це локальні варіанти єдиної піщанорівської культури.
Протягом останніх 40 років під керівництвом відомого московського археолога Л. В. Кольцова на Верхній Волзі та Оці відкрито понад 50 ієневських пам'яток, 20 з яких дали показові колекції виробів. Він же виділив ієневську культуру. Плідно досліджують ієневські пам'ятки його учні Жилин, Кравцов, Сорокін. Результативними були розкопки групи піщанорівським стоянок на р. Судость біля с. Комягіно Брянської області Росії, які розташовані за 100 км на північ від Піщаного Рову. На жаль, ці важливі для мезоліту Подесення матеріали лишаються не виданими.
Дослідження гренських пам'яток на Верхньому Дніпрі започаткував П. М. Полікарпович, який 1927 р. відкрив епонімну стоянку Гренськ.1959-1961 рр. її розкопував В. Д. Будько, виділив гренську культуру, своєрідно інтерпретувавши її. Однак найбільший внесок у дослідження гренських пам'яток вніс В. Ф. Копитін, плідні розкопки якого протягом останніх тридцяти років створили потужну джерельну базу мезоліту Верхнього Подніпров'я та Посожжя. Ними відкриті й досліджені стоянки Боровка, Хвойна, а також розкопувалися на значній площі відомі пам'ятки Гренськ та Коромка. Як зазначалося, генетичним підгрутням гренських стоянок дослідник вважав мізинську культуру пізнього палеоліту.

## Крем'яні артефакти
Характеристику крем'яного комплексу піщанорівської культури подаємо за матеріалами епонімної пам'ятки. Крем'яні вироби характеризуються значними розмірами сколів, серед яких домінують грубі відщепи, отримані в техніці твердого відбійника. Техніка обробки кременю в цілому продовжує красносільську. Домінує одноплощинний однобічний нуклеус для грубих пластин і відщепів. Інші форми ядрищ, як правило, похідні від одноплощинних. Другорядну роль відіграють двоплощинні форми. Багато аморфних нуклеусів та їх уламків. На пластинах виготовлено лише 20 % знарядь. Нехтування первинною технікою обробки кременю, схоже, пояснюється провідною роллю в процесі оформлення знарядь глибокого ретушування краю заготовлення. Реберчасті сколи свідчать, що експлуатація нуклеуса починалася з оформлення поперечними сколами ребра. На стоянках зрідка трапляються правильні відтискні пластики з якісного сірого кременю.
Оснащення метальної зброї (мікроліти) становлять до 40 % знарядь. Виготовлялися крутим, грубим ретушуванням краю заготовлення. Вістря часто оформлені в техніці псевдомікрорізця. Наявна серія псевдомікрорізцевих сколів з кінчиків вістер.
Вістря метальної зброї представлене поодинокими наконечниками красно сільських асиметричних піщанорівськими чи алтинівськими вістрями, ще численнішими асиметричними високими трапеціями та трикутниками. Більшість трапецій асиметричні, мають високі пропорції і злегка увігнуті круто ретушовані бічні краї. Імовірно перераховані мікроліти є ланками єдиної лінії розвитку. Досить багато пластин зі скошеним ретушшю кінцем, що, схоже, були напівфабрикатами мікролітів. Зустрічаються сегментоподібні вироби, що переходять у досить великі обушкові ножі з випуклою або прямою спинкою, сформованою крутою, обрубуючою ретушшю. Обушкові ножі стоянки Піщаний Рів трасологічно визначені Г. В. Сапожниковою як ножі по м'ясу, гострий кінець яких також використовувався для проколювання шкіри та м'яса.
Більше ніж половина знарядь складають скребачки, серед яких домінують кінцеві на пластинчастих відщепах, менше кінцевих на грубих пластинах, поодинокі подвійні та підокруглі. Нечисленні різці бічних ретушних та кутових типів виготовлені на грубих сколах. Зрідка знаходять грубі сокири з перехватом, або з круто ретушованими довгими краями й поперечним сколом на лезі.
Спеціальної уваги заслуговує вже згадуваний феномен наявності в грубих, відщепових комплексах піщанорівської культури окремих правильних пластинок з якісного кременю, знятих у досконалій відтискній техніці з правильного конічного нуклеуса. Причому такі пластинки й вироби з них у невеликій кількості зустрічаються як в ранніх (Піщаний Рів), так і в пізніх (Студенок, Мураги, Попове Озеро) комплексах культури. Подібна технологія обробки кременю в Східній Європі з'являється на самому початку мезоліту, тобто практично одночасно з появою самої піщанорівської культури. Наприклад, схожа техніка властива найдавнішим пам'яткам кукрекської культури Надчорномор'я, які датуються Пребореалом (Вишенне ІІ).
Однак відтискні пластини на Піщаному Рові з'явилися не з півдня, а від північних сусідів. Мається на увазі постсвідерська мезолітична спільнота, яка протягом усього мезоліту розвивалася у лісовій смузі Східної Європи від Східної Балтії до Північного Уралу і якій властива саме зазначена технологія відтиску пластин з конічного нуклеуса. Цікаво, що в аналогічних піщанорівських крем'яних комплексах ієнівської культури Верхньої Волги, як правило, присутні виразні серії відтискних пластин та виробів з них, що більшість дослідників пояснюють прямими впливами сусідської бутівської культури постсвідерської єдності. Логічно припустити, що правильні відтискні пластинки у відщеповому мезоліті Середньої Десни є наслідком впливів Поствідеру, найпівденніші пам'ятки якого відомі поруч, на Верхній Десні, та на Сожу (Кринична, Дедня). Про постсвідерські впливи на мезоліт Середньої Десни свідчать окремі наконечники стріл з характерною для Постсвідеру підтескою черешків та вістер у комплексах типу Студенок.
Піщанорівські стоянки Середньої Десни відрізняються від ієневських Верхньої Волги та гренських Верхнього Дніпра досить численними трапеціями, в тому числі симетричними. Ця особливість пов'язує їх із зимівниківськими пам'ятками трапецій значно менше, зате присутні сліди впливу постсвідерської бутівської культури — окремі нуклеуси для правильних відтискних пластин, наконечники постсвідерських типів. На гренських стоянках Верхнього Дніпра (Гренськ, Боровка, Хвойна, Коромка) досить численні черешкові наконечники лінгбійських та красносільських типів, що надає їм архаїчного вигляду.
Характерні для піщанорівської культури асиметричні алтинівські вістря, поодинокі черешкові наконечники, відщепові техніка тощо властиві мезоліту Скандинавського півострова. На цій підставі С. В. Козловський об'єднав ці культури із деснянською в скандинавську групу мезоліту, яка пізніше отримала назву постаренсбурзької культурної області. Схожість крем'яних виробів її культурних складових пояснювалася їх генезою на основі споріднених красносільської та аренсбурзької культур, похідних від Лінгбі.
Піщанорівські комплекси мають певні типологічні паралельні в матеріалах зимівниківські культури лісостепового Лівобережжя. Особливо це стосується північних зимівниківських пам'яток типу В'язівок (Дніпровець) з грубими, асиметричними трапеціями.

## Хронологія
Єдина дата, отримана для вуглистого заповнення лінзи 4 стоянки Піщаний Рів, припадає на ранній Атлантикум і суперечить уявленням про вік пам'ятки. Зокрема, як зазначалося, типологічно близькі ієневські пам'ятки Верхньої Волги (Ладижино 3, Єловка 2, Беліво 6а, Брагино та ін..) отримали численні радіо карбонові дати в межах другої половини Пребореалу — Бореалу. Стоянка Мураги, крем'яний інвентар якої являє собою подальший розвиток піщанорівських традицій, датована часом ще давнішим від самого Піщаного Рову. Скоріш за все, Піщаний Рів слід датувати, як більшість ієневських стоянок, доатлантичним часом, ще давнішим від самого Піщаного Рову. Скоріш за все, Піщаний Рів слід датувати, як більшість ієневських стоянок, до атлантичного часу, а пам'ятки типу Студенток — початком Атлантикуму.

## Ґенеза
Версія М. В. Воєводського про походження піщанорівської індустрії від пам'яток типу Покровщина була спростована розкопками 1981 р. на Покровщині. Матеріали останньої виявилися типово граветськими й надто несхожими на кремінь з Піщаного Рову. Домінування серединних різців на великих пластинах та кінцевих скребачок з ретушшю по довгому краю свідчать про відносно ранній вік Покровщини в межах верхнього палеоліту. Все це дало підстави заперечувати генетичний зв'язок пам'ятки з матеріалами типу Піщаного Рову.
Більшість сучасних дослідників генетично пов'язують піщанорівську культуру з лінгбійською лінією розвитку у Східній Європі. Як зазначалося, першими про лінгбійські пам'ятки на заході Східної Європи заговорили Р. К. Римантене, Р. Шильд, С. Козловський, Л. В. Кольцов, Л. Л. Залізняк. Паралельно з просуванням лінгбійських мисливців із прильодовикового тундро-степу Південної Балтії на схід, в ліси Східного Полісся, відбувалася поступова трансформація класичного Лінгбі в красносільську культуру (Східний Аренсбург). Остання через ранньомезолітичні пам'ятки гренського типу (Гренськ, Боровка, Хвойна) трансформувалася у пісочнівську та ієневську культури мезоліту Десни, Верхньої Волги та Оки. Очевидно з другої половини Дріасу ІІІ рух постлінгбійського населення у східному та північно-східному напрямках відбувся під певним тиском із заходу людності свідерської культури, яка сформувалася на початку Дріасу ІІІ в басейнах Верхньої Вісли та Прип'яті.
Трансформація лінгбійської традиції в процесі освоєння її носіями лісової смуги виразно проявилася в ускладненні набору вістер стріл. Найдавніші комплекси лінгбійської традиції заходу Східної Європи (східне Лінгбі), схоже, датуються кінцем Аллереду — початком Дріасу ІІІ й мають простий набір грубих черешкових наконечників (Гржибова Гура Х, Красносільськ 5, Ежярінас 15,16, Аносово, Подол ІІІ). Нечисленність цих комплексів свідчить, що лінгбійські прибульці з заходу дуже швидко видозмінюють свій інвентар у бік його мікролітизації та ускладнення набору наконечників. З'являються пам'ятки типу Красносілля (Красносілля Е, Красносільськ 6, Вільнюс 1, Ежярінас 8, 17, Великий Мідськ, Берестеневе) з дрібнішими виробами, невеликими черешковими лінгбійськими та аренсбурзькими наконечниками, а також видовженими асиметричними вістрями з суцільно ретушованим одним довгим краєм. Схоже формування пам'яток цього типу почалося на Верхній Прип'яті та Німані.
Просування далі на схід носіїв красносільських традицій під тиском свідерців призвело до формування у Східному Поліссі у верхів'ях Дніпра та на Сожі пам'яток гренського типу (Гренськ, Боровка, Хвойна). Їм властиве ще більше ніж у красносільців розмаїття наконечників стріл — невеликі черешкові лінгбійські, аренсбурзькі, асиметричні довгі та короткі (піщанорівські або алтинівські) вістря. Таким чином, гренська культура білоруських колег, по суті, є пізнім етапом красносільської, який до того ж розвивався на більш східних територіях Верхнього Подніпров'я. Гренські пам'ятки кінця Дріасу ІІІ на самому початку голоцену у Пребореалі трансформувалися у піщанорівські басейну Десни та ієневські Волго-Окського межиріччя. Схоже, що трансформація крем'яного інвентаря лінгбійської культурної традиції, по суті, є наслідком адаптації її носіїв до лісового оточення, тобто поступового переходу лінгбійського населення від господарсько-культурного типу тундрових мисливців на оленя до ГКТ мисливців на нестадних лісових копитних (лось, олень, кабан тощо). Причому цей поступовий у часі перехід відбувається в процесі просунення носіїв лінгбійських традицій під тиском свідерців у північно-східному напрямку, в лісову смугу Східної Європи.
Більш віддаленими аналогами піщанорівсько-ієневським пам'яткам є стоянки зимівниківської культури Східної України та усть-камської Поволжя. Їхньому крем'яному інвентарю не властиві асиметричні вістря з виїмкою в основі та асиметричні трапеції. Хоча в деяких комплексах (В'язівок 4а, житло 4) асиметричні наконечники присутні.
Відщепова техніка обробки кременю, черешкові та асиметричні з виїмкою вістря стріл, асиметричні високі трапеції культури Піщаний Рів мають паралелі в мезоліті Скандинавії, в матеріалах культур Фосна, Комса, Аскола. Причиною цього явища є спільна генетична основа скандинавського та піщанорівсько-ієневського мезоліту, які через аренсбурзьку та красно сільську культури генетично пов'язані з культурою Лінгбі.
Сучасні уявлення про первинну колонізацію Скандинавського півострова базуються на працях В. Лухо доповнених суттєво Л. Ларсоном та іншими дослідниками. Процес освоєння Скандинавського півострова розпочався в останнє тисячоліття льодовикової доби, в Дріасі ІІІ, з приходом на крайній південь півострова мисливців на північного оленя культур Лінгбі та Аренсбург. На їх основі в Пребореалі в провінції Сканія на півдні Шведції сформувалася культура Хенесбаска з черешковими наконечниками лінгбійських та аренсбурзьких типів, сокирами.
До рубежу Пребореалу та Бореалу Південна Швеція була віддалена від північних територій Середньо-Шведською протокою. Зникнення останньої відкрило на початку Бореалу людності культури Хенсбаска шлях на північ, по західному норвезькому узбережжю Скандинавії та по її східному балтійському, в напрямку Фінляндії. Схоже, що саме ці мігранти в Бореалі започаткували культуру Фосна західного узбережжя Норвегії та Аскола Фінляндії. Пізній етап Асколи у Фінляндії отримав назву культури Суомусярві. Культура Комса північно-західного узбережжя Скандинавії та Кольського півострова походить від Фосни.
На пребореальних пам'ятках півдня Скандинавії знаходять черешкові наконечники лінгбійських та аренсбурзьких типів, пізніше поширюються асиметричні вістря з виїмкою в черешковій частині, ще пізніше в Атлантикумі — високі асиметричні трапеції. Усе це нагадує посткрасносільський мезоліт Східної Європи (культури Гренськ, Піщаний Рів, Ієнево), на що давнео звертав увагу С. К. Козловський. На цій підставі польський дослідник виділяв скандинавську групу мезоліту і висловлював припущення про міграцію мезолітичних груп зі Східної Європи в Скандинавію.
Походженню пам'яток культурної спільності Гренськ — Піщаний Рів — Ієнево від лінгбійських мігрантів із заходу вже понад 30 років у Східній Європі існує автохтоністська альтернатива. Її фундатором був відомий білоруський дослідник В. Ф. Копитін, який виводив гренську культуру Східної Білорусі з мізинської культурної традиції. Х. А. Амірханов вважає «східнограветську традицію Пооччя піосновою ієневської індустрії». Дослідниця Г. В. Синіцина вбачає подовження мізинських пізньопалеолітичних традицій у ранньоголоценових горизонтах стоянки Вишегора на Верхньому Дніпрі. Їх нібито пов'язують схожі способи первинної обробки кременю та наявність у крем'яному комплексі Мізина поодиноких вістер, що нагадують лінгбійські форми.

## Періодизація
У наш час домінує думка про належність піщанорівської та ієневської культур до лінгбійської лінії розвитку. Її безпосереднім пращуром вважається красносільська культура (Східний Аренсбург) Полісся, басейнів Німану, Верхнього Дніпра, Десни. Перехідними пам'ятками від красносільської до піщанорівської культур вважаються гренські стоянки типу Боровка Верхнього Подніпров'я. Їх інвентар характеризується наконечниками лінгбійських та красносільських типів, а також асиметричними вістрями гренського типу, що вважаються попередниками аналогічних, але коротших алтинівських вістер. Прообрази цих асиметричних наконечників знаходимо в матеріалах Східного Лінгбі (Подол ІІІ, Ежярінас 8,17, Великий МІдськ, Красносілля Є, Птиче 3). Знахідки сегментоподібних мікролітів на стоянках піщанорівської культури дали підстави говорити про можливу участь у її генезі якогось східноєвропейського аналога культури Федермессер (пам'ятки типу Борщеве ІІ).
Пам'ятки типу Боровка на підставі архаїчності крем'яного інвентаря традиційно датують Пребореалом і вважають першим етапом розвитку культури. Більш розвинені матеріали відомі зі стоянок типу Піщаний Рів, інвентар яких описаний вище. До них належать більшість комплексів культури, в тому числі Гридасово, Ком'ягіно 2б,3,4. Серед мікролітів цих комплексів переважають алтинівські вістря, асиметричні та симетричні трапеції високих пропорцій, пластини зі скошеним кінцем, за наявності окремих наконечників красносільського типу та сегментоподібних вістер. Типологічні аналогії цим комплексам дають матеріали більшості ієневських стоянок Верхньої Волги, які надійно датовані радіо карбоновим методом другою половиною Пребореалу-Бореалом.
Останній етап розвитку піщанорівської культури представлений групою стоянок типу Студенок, розкопаних 1981 р, біля Новгород-Сіверського. Крем'яний інвентар цих пам'яток (Студенок, Мураги, Попове Озеро) за головними показниками є пізнім (атлантичним) етапом розвитку піщанорівського. Вироби дрібніші, більш розвинені. Домінує відщеп як форма заготовлення. Серед нуклеусів переважають одно та двоплощинні для нерегулярних пластин та відщепів. У мікронаборі домінують високі асиметричні, рідше симетричні трапеції на відщепах. Зустрічаються окремі піщанорівські вістря, високі трикутники, пластини зі скошеним кінцем. Серіями представлені наконечники на пластинах, масивні в перетині свердла.
Численні скребачки — неправильної форми, підокруглі, кінцеві — виготовлені з відщепів. Серед різців переважають бічні ретушні на грубих відщепах. Виразною серією представлені двобічно оброблені сокири, тесла, листоподібні наконечники.
Багато в чому подібний кремінь ранньонеолітичних стоянок типу Вирчище Подесення дав підстави припускати участь пам'яток типу Студенок у генезі неоліту Десни.